# DSB T (II)
Die dänische Dampflokomotivbaureihe T (II) waren drei Lokomotiven der DR-Baureihe 38.10, die 1945 nach dem Ende des Zweiten Weltkrieges in Dänemark verblieben und von Danske Statsbaner eingesetzt wurden.

## Geschichte
Durch die Besetzung Dänemarks am 9. April 1940 durch die Wehrmacht kamen neben anderen deutschen Baureihen Lokomotiven der BR 38.10 sowohl in Jütland und auf Fünen zum Einsatz. Für die P8 gab es gewisse Einschränkungen: so konnte die BR 38.10 nur auf den Strecken Padborg–Århus–Frederikshavn, Fredericia–Nyborg und Lunderskov–Esbjerg–Struer eingesetzt werden. Die deutschen Lokomotiven waren in Dänemark für die deutschen Transporte während der Besatzung erforderlich. Es waren unter anderem Truppen nach Norwegen und Finnland sowie Baumaterialien für Bunkeranlagen an der Westküste von Jütland zu befördern. Außerdem kamen in den letzten Kriegsjahren Truppentransporte nach Dänemark, wo die Soldaten neu organisiert und auf neue Fronteinsätze vorbereitet wurden.
Bis 1944 waren sie fallweise mit SF-Zügen, den Schnellzügen für Fronturlauber, unterwegs. Diese Züge liefen von Flensburg bis nach Nordjütland, waren jedoch im Normalfall mit dänischen Lokomotiven bespannt. Insgesamt waren im Laufe der Jahre etwa 150 verschiedene Lokomotiven der BR 38.10 in Dänemark bis 1945 im Einsatz. Die Lokomotiven, die während dieser Zeit in Dänemark fuhren, gehörten den Bahnbetriebswerken im nördlichsten Deutschland. Dies galt für die Lokomotiven, die bei Kriegsende am 5. Mai 1945 in Dänemark verblieben.
In der ersten Zeit nach dem Kriegsende versuchte die Reichsbahn-Generaldirektion, den größten Teil ihrer Ausrüstung zurück nach Deutschland zu bekommen. Nach dem 5. Mai 1945 befanden sich mehrere tausend deutsche Güterwagen und eine Reihe von Dampflokomotiven im Ausland, darunter die drei Lokomotiven der BR 38.10 in Dänemark.
Im Gegensatz zu Ländern wie Norwegen wurde der Großteil der deutschen Lokomotiven so bald wie möglich zurückgegeben. Dies war mit den drei Lokomotiven, die sich in Jütland befanden, nicht möglich. 38 2126 und 38 2625 standen mit leichten Schäden in Århus, ebenso befand sich 38 2877 in Fredericia. Zuvor waren sie in den Bw Neumünster (38 2625) und Husum (38 2126 und 38 2877) beheimatet und wurden dort bis zum 16. Mai 1945 buchmäßig geführt.

## Übernahme durch DSB
DSB wollten die drei Lokomotiven sowie eine andere deutsche Lokomotive (57 2718) übernehmen, die ebenso in Dänemark geblieben war. Im September 1945 gab es Verhandlungen mit den britischen Behörden, die dazu führten, dass DSB die Lokomotiven zu sehr günstigen Konditionen erwerben konnten. Kurz danach gingen zwei der Maschinen wieder in Betrieb. Es waren 38 2126 und 38 2625, die mit deutschen Nummern in Jütland Fahrdienst leisteten.
38 2625 kam in Jütland in der Zeit von September 1945 bis Juni 1946 zum Einsatz, während 38 2126 von September 1945 bis Januar 1947 lief. Beide Lokomotiven wurden in Århus stationiert. 38 2877 wurde zur Aufnahme in die Werkstatt abgestellt und erst am 31. März 1948 in Skanderborg wieder in den Einsatzbestand übernommen.
Die drei deutschen Lokomotiven, die DSB im September 1945 übernahm, bestanden teilweise aus Teilen unterschiedlicher Vorgängerlokomotiven, was durch den Tausch von Kesseln und Tendern herrührte.

## Lokdetails
Die spätere T 297 (38 2877) setzte sich aus Teilen von drei verschiedenen Herstellern zusammen. Gebaut wurde sie 1920 von der Stettiner Maschinenbau AG für die Eisenbahndirektion Hannover als P 8 Hannover 2566. Der Kessel von Linke-Hoffmann gehörte ursprünglich zur Hannover 2576. Der Tender war von Schwartzkopff für die Altona 2467 gebaut worden.
Der Rahmen der späteren T 298 wurde 1917 von Schichau hergestellt, der Tender 1913 von Schwartzkopff. Die Lok erhielt 1953 den Kessel der ebenfalls erworbenen 57 2718, er war 1918 bei der Hannoversche Maschinenbau AG (Hanomag) gebaut worden.
Bei der späteren T299 stammte der 1919 von den Humboldt-Werke gebaute Rahmen von der Coeln 1486. Der Kessel war 1919 bei Schwartzkopff entstanden und vorher in der Bromberg 2473 eingebaut und der Tender war der 1922 von den Humboldt-Werken für die Hannover 2608 gebaute.

## Aufarbeitung und Umzeichnung
Nach längeren Überlegungen, was mit den Lokomotiven geschehen solle, wurde 1947 beschlossen, eine so genannte S-Revision durchzuführen und die 57 2718 als Ersatzteilspender zu verwenden. Dazu wurden alle drei, als erste 38 2625 am 18. September 1947, nach Kopenhagen in die dortige Hauptwerkstatt überführt, wo sie einige Monate standen. Bei der S-Revision erfolgte eine Kesseluntersuchung sowie eine komplette Überprüfung des Laufwerkes. Zudem wurden die Lokomotiven mit dem rot-weißen Ring am Schornstein versehen, zudem erfolgten einige spezielle Veränderungen nach dänischen Verhältnissen.
Mit der Entscheidung für eine Hauptuntersuchung wurde zudem beschlossen, die Lokomotiven in die Baureihe T mit den Nummern 297 bis 299 einzureihen. Die neuen Nummern wurden auf Bronzeplatten an den Lokomotiven angebracht. So verließ 38 2625 die Werkstatt in Kopenhagen am 11. Juni 1948 als T 299 zur ersten Probefahrt. Nach weiteren Nachbesserungen und Probefahrten auf Vestbanen und Nordvestbanen wurde sie wieder nach Jütland geschickt, wo sie am 17. August 1948 als erste Lok der Baureihe T dem Betriebswerk Århus zugeteilt wurde.
Unmittelbar danach wurde 38 2126 untersucht, die am 26. August 1948 in der Centralværkstedet København begann. Erst nach der Jahreswende des Jahres wurde sie als T 298 auf die letzten Testfahrten im Januar und Februar 1949 geschickt. Ab dem 20. Februar 1949 war sie in Frederikshavn stationiert.
Die Aufarbeitung der 38 2877 erfolgte ab dem 22. Januar 1949. Am 1. Juli 1949 kehrte sie in Frederikshavn in den Betriebsdienst zurück.

## Beheimatungen und Einsätze
Im Juli 1949 wurden alle drei Lokomotiven im Betriebswerk in Frederikshavn zusammengefasst. Bereits ab Herbst 1948 hatte die T 299 den innerdänischen Fernzug (Landsdelstoget) Nr. 25 zur Beförderung von Ålborg nach Frederikshavn übertragen bekommen, der zeitweise zusätzlich durch eine Lok der Reihe K des Bw Frederikshavn Vorspann erhielt.
In Vendsyssel wurden die Lokomotiven sowohl mit Personen- als auch im Güterzugdienst auf der Strecke zwischen Frederikshavn und Ålborg eingesetzt. Die Maschinen wurden zudem weiter südlich eingesetzt, da die Kessel in Århus ausgewaschen wurden. Der Umlauf wurde so geplant, dass jeden 12. Tag ein Zug von Frederikshavn nach Århus verkehrte, bei dem in Ålborg kein Lokwechsel stattfand. Auf der Rückfahrt von Århus beförderte die Lok einen Güterzug nach Frederikshavn. Die Maschinen beförderten zudem von 1950 bis 1953 südlich von Ålborg eine Eilgut- und Post-Zug nach Randers, der zuvor mit Ålborger R (I)-Lokomotiven gefahren wurde.

## Einsatzende und Verschrottung
Bereits am 10. März 1956 endete der Einsatz der T 298. Sie wurde schadhaft in Frederikshavn abgestellt, wo sie bis zu ihrer Ausmusterung am 10. Oktober 1959 verblieb. Dann gelangte sie nach Skanderborg, wo DSB eine Reihe von nicht mehr benötigten oder von der Ausbesserung zurückgestellte Dampflokomotiven sammelte. Hier blieb sie bis 1966 und wurde anschließend zur Verschrottung verkauft.
Am 30. April 1956 folgte die Abstellung der T 297. Sie wurde am 21. Juli 1956 zum Güterbahnhof nach Kopenhagen-Belvedere in Vesterbro überführt, um als Heizlokomotive eingesetzt zu werden. Dazu wurde sie in der Zentralwerkstatt auf Ölfeuerung umgebaut. Fast zehn Jahren dauerte ihr Einsatz, bevor sie 1965 außer Betrieb genommen wurde. Danach stand sie im Güterbahnhof und wurde 1969 zur Verschrottung verkauft. Diese erfolgte 1970 bei Nordisk Jern & Metal in Hedehusene.
Damit war im Mai 1956 nur noch die T 299 in Betrieb. Ab dem Sommer 1956 diente sie als Reservelok in Frederikshavn. Da den DSB der Erhalt eines Einzelstückes zu teuer erschien, wurde beschlossen, sie außer Betrieb nehmen. Ab dem 18. Oktober 1956 wurden keine Untersuchungen mehr vorgenommen. Anschließend wurde die Lokomotive zum Lokomotivfriedhof Skanderborg gebracht. Am 16. Oktober 1967 erging der Beschluss, die T 299 für das künftige Eisenbahnmuseum zu reservieren. Bis 1969 blieb sie in Skanderborg und wurde danach wieder nach Frederikshavn überführt. 1972 wurde festgestellt, dass die Lok in einem so schlechten Zustand ist, dass die Erhaltung nicht möglich sei. Deshalb wurde sie 1973 an die Firma H. I. Hansen in Odense verkauft und am 12. September 1973 dorthin zur Verschrottung überführt.